# Philippodexia
Philippodexia är ett släkte av tvåvingar. Philippodexia ingår i familjen parasitflugor.
Kladogram enligt Catalogue of Life:
| Philippodexia | \| \| Philippodexia longipes \| \| \| \| \| \| Philippodexia montana \| \| \| \| \| \| Philippodexia pallidula \| \| \| \| \| \| Philippodexia sumatrensis \| \| \| \| |
|               | \| \| Philippodexia longipes \| \| \| \| \| \| Philippodexia montana \| \| \| \| \| \| Philippodexia pallidula \| \| \| \| \| \| Philippodexia sumatrensis \| \| \| \| |
|               | Philippodexia longipes |
|               | |
|               | Philippodexia montana |
|               | |
|               | Philippodexia pallidula |
|               | |
|               | Philippodexia sumatrensis |
|               | |